# Kessleria
Kessleria es un género de polillas de la familia Yponomeutidae.

## Especies
- Kessleria albanica Friese, 1960
- Kessleria albescens  Rebel, 1899
- Kessleria albomaculata  Huemer & Tarmann, 1992
- Kessleria alpicella  Stainton, 1851
- Kessleria alpmaritimae Huemer & Mutanen, 2015[2]
- Kessleria alternans  Staudinger, 1870
- Kessleria bakeri  Walsingham, 1894
- Kessleria brachypterella  Huemer & Tarmann, 1992
- Kessleria brevicornuta  Huemer & Tarmann, 1992
- Kessleria burmanni  Huemer & Tarmann, 1992
- Kessleria caflischiella  Frey, 1880
- Kessleria copidota  Meyrick, 1889
- Kessleria corusca  Meyrick, 1914
- Kessleria diabolica  Huemer & Tarmann, 1992
- Kessleria fasciapennella  Stainton, 1849
- Kessleria hauderi  Huemer & Tarmann, 1992
- Kessleria helvetica  Huemer & Tarmann, 1992
- Kessleria inexpectata  Huemer & Tarmann, 1992
- Kessleria insubrica  Huemer & Tarmann, 1992
- Kessleria insulella  Moriuti, 1977
- Kessleria klimeschi Huemer & Tarmann, 1992
- Kessleria longipenella  Friese, 1960
- Kessleria macedonica  Huemer & Tarmann, 1992
- Kessleria malgassaella  Viette, 1955
- Kessleria mixta  Huemer & Tarmann, 1992
- Kessleria neuguineae  Moriuti, 1981
- Kessleria pseudosericella  Moriuti, 1977
- Kessleria pyrenaea  Friese, 1960
- Kessleria saxifragae  Stainton, 1868
- Kessleria tatrica  Friese, 1960
- Kessleria wehrlii  Huemer & Tarmann, 1992
- Kessleria zimmermannii  Novicki, 1864